# Saison 2 de Being Human
Chronologie
Saison 1 Saison 3
Cet article présente le guide des épisodes de la seconde saison de la série télévisée Being Human

## Distribution

### Acteurs principaux
- Sam Witwer (VF : Thomas Roditi) : Ian Daniel « Aidan » Waite, le vampire
- Meaghan Rath (VF : Céline Mauge) : Sally Malik, le fantôme
- Sam Huntington (VF : Damien Witecka) : Joshua « Josh » Levison, le loup-garou
- Dichen Lachman (VF : Barbara Kelsch) : Suren[1] (7 épisodes)

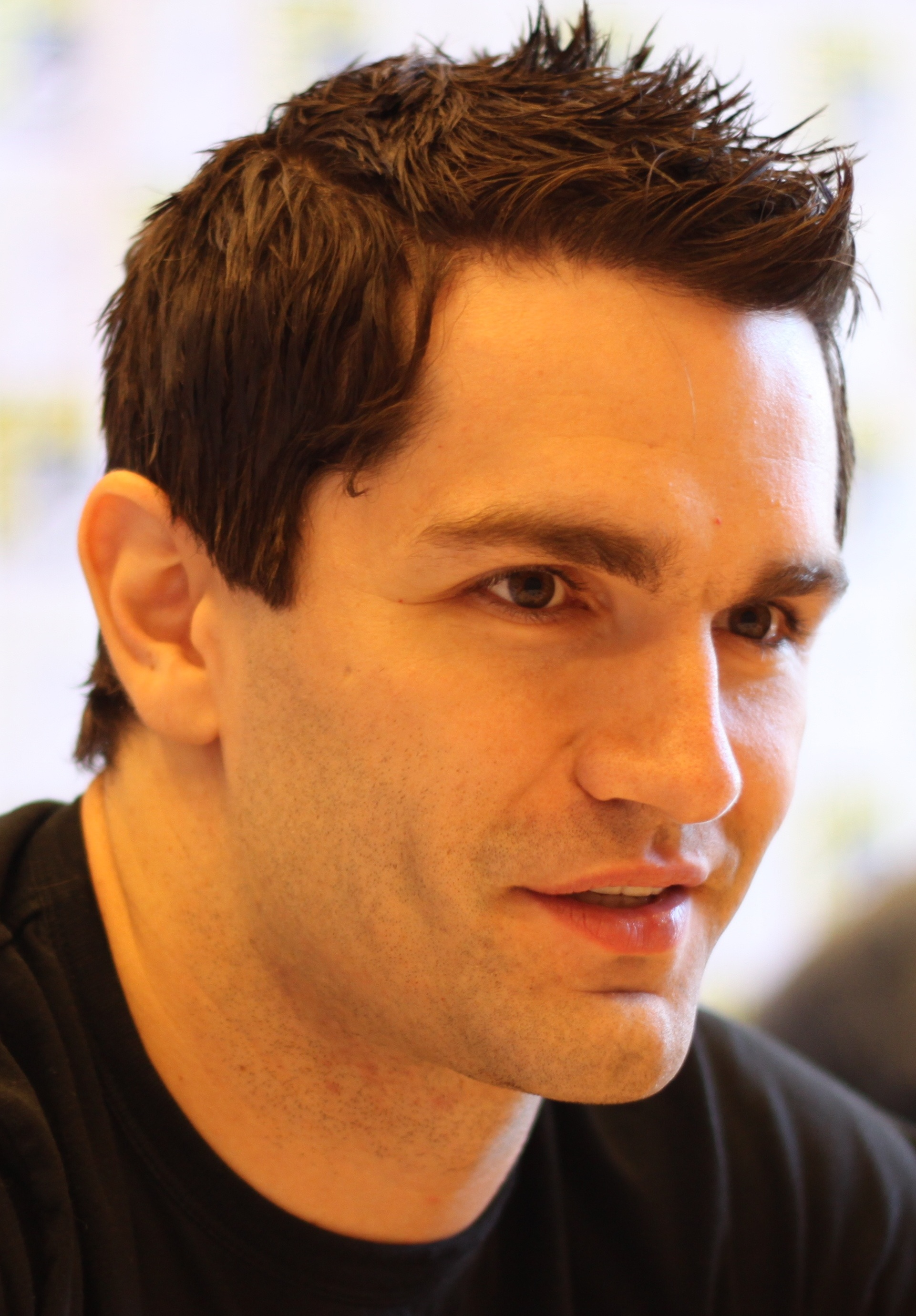
Sam Witwer interprète Ian Daniel « Aidan » Waite.
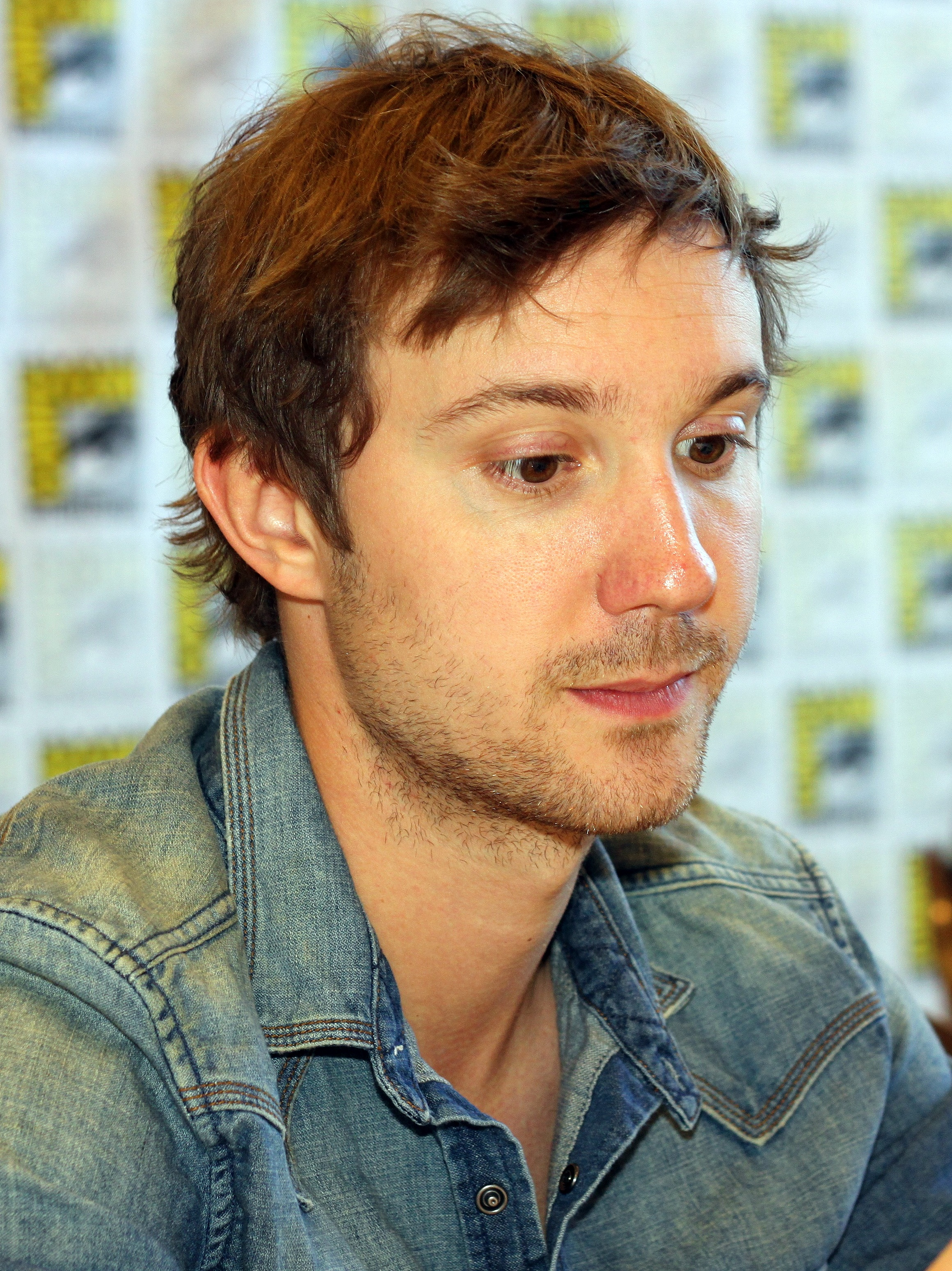
Sam Huntington interprète Joshua « Josh » Levison.
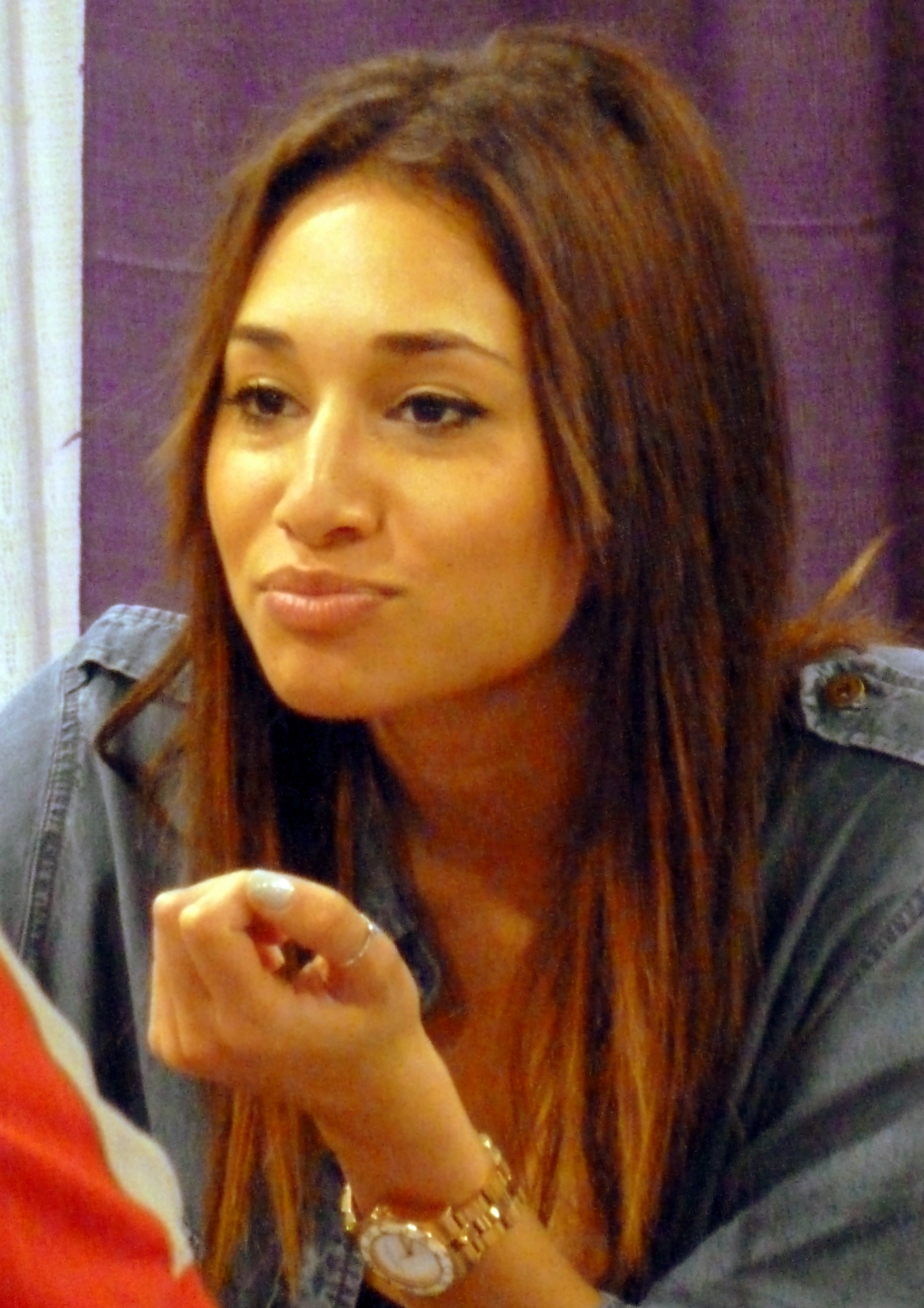
Meaghan Rath interprète Sally Malik.

### Acteurs récurrents et invités
- Kristen Hager (VF : Sybille Tureau) : Nora Sergent, collègue et petite amie de Josh
- Kyle Schmid (VF : Jean-François Cros) : Henry (8 épisodes)
- Natalie Brown (VF : Hélène Bizot) : Julia, une ex de Josh (6 épisodes)
- Susanna Fournier (VF : Marine Boiron) : Zoe, petite amie de Nick (5 épisodes)
- Deena Aziz (VF : Laurence Charpentier) : Mère (5 épisodes)
- Gianpaolo Venuta (en) (VF : Alexandre Gillet) : Danny Burge, ex-fiancé de Sally (4 épisodes)
- Pat Kiely (VF : Donald Reignoux) : Nick Fenn, fantôme et ami de Sally (4 épisodes)
- Alison Louder (VF : Aurélia Bruno) : Emily Levison, sœur de Josh (2 épisodes)
- Andreas Apergis (VF : Philippe Vincent) : Ray (2 épisodes)
- Terry Kinney (VF : Guillaume Orsat) : Hegeman (2 épisodes)
- Mark Pellegrino (VF : Guillaume Lebon) : James Bishop[2] (1 épisode)

## Production
Le 17 mars 2011, la série, qui est un véritable succès sur la chaîne américaine Syfy, a été renouvelée pour une deuxième saison de treize épisodes diffusée du 16 janvier 2012 au 9 avril 2012 sur cette même chaîne ainsi que sur Space, au Canada.

## Épisodes

### Épisode 1:Mère revient à Boston
- États-Unis /  Canada : 16 janvier 2012

### Épisode 2:À chacun son fardeau
- États-Unis /  Canada : 23 janvier 2012

### Épisode 3:À court de sang
- États-Unis /  Canada : 30 janvier 2012

### Épisode 4:Le Désespoir de Sally
- États-Unis /  Canada : 6 février 2012

### Épisode 5:Les monstres refont surface
- États-Unis /  Canada : 13 février 2012

### Épisode 6:La Vengeance de Bishop
- États-Unis /  Canada : 20 février 2012

### Épisode 7:La Nuit des chasseurs
- États-Unis /  Canada : 27 février 2012

### Épisode 8:Le Prix à payer
- États-Unis /  Canada : 5 mars 2012

### Épisode 9:Sally le faucheur
- États-Unis /  Canada : 12 mars 2012

### Épisode 10:Faucheur de rêves
- États-Unis /  Canada : 19 mars 2012

### Épisode 11:Le Prix de la liberté
- États-Unis /  Canada : 26 mars 2012

### Épisode 12:Les Chambres obscures
- États-Unis /  Canada : 2 avril 2012

### Épisode 13:Les Lois du sang
- États-Unis /  Canada : 9 avril 2012